# Moesa (region)
Moesa (äldre tysk stavning Moësa) är den sydvästligaste regionen i den schweiziska kantonen Graubünden. Den består av de två dalgångarna Val Calanca och Val Mesolcina, och gränsar i väster till kantonen Ticino, och i öster till den italienska regionen Lombardiet, från vilket det skiljs genom bergskedjan Catena Mesolcina. Regionen har fått sitt namn av floden Moesa som rinner genom Val Mesolcina, den folkrikaste av dalarna.
90% av befolkningen är katoliker och italienskspråkiga. Flertalet av dem talar den lombardiska dialekten ticines till vardags.
Banden till grannkantonen Ticino är på många sätt starkare än till övriga delar av den egna kantonen. Dels är språket gemensamt, dels pendlar en tredjedel av invånarna i Moesa till Ticino, och då främst till staden Bellinzona som ligger nära gränsen.

## Historia
1480 anslöt sig Mesocco och Soazza till Grauer Bund, och 1496 följde resten av området efter. Allt sedan dess har det varit en del av vad som nu kallas Graubünden.

## Indelning
Regionen inrättades 2016 i samband med att kantonen genomförde en indelningsreform, varvid distrikt avskaffades och ersattes av regioner. Samtidigt förlorade de tidigare kretsarna Calanca, Mesocco och Roveredo all politisk betydelse, och kvarstår endast som valkretsar. Krets Calanca sammanföll geografiskt med Val Calanca, medan kretsarna Mesocco och Roveredo motsvarade Val Mesolcina.
Regionen består av tolv kommuner:
| Vapen                  | Namn                   | Invånare 2023-12-31 | Yta i km² |
| ---------------------- | ---------------------- | ------------------- | --------- |
| Buseno                 | Buseno                 | 91                  | 11,15     |
| Calanca                | Calanca                | 211                 | 37,72     |
| Cama                   | Cama                   | 691                 | 15,00     |
| Castaneda              | Castaneda              | 262                 | 3,96      |
| Grono                  | Grono                  | 1 556               | 37,12     |
| Lostallo               | Lostallo               | 850                 | 50,86     |
| Mesocco                | Mesocco                | 1 420               | 164,77    |
| Rossa                  | Rossa                  | 161                 | 58,89     |
| Roveredo               | Roveredo (GR)          | 2 625               | 38,79     |
| Santa Maria in Calanca | Santa Maria in Calanca | 119                 | 9,31      |
| San Vittore            | San Vittore            | 912                 | 22,06     |
| Soazza                 | Soazza                 | 332                 | 46,42     |